# NEO1
NEO1‏ (Neogenin 1) هوَ بروتين يُشَفر بواسطة جين NEO1 في الإنسان.